# Damian Bryl
Mons. Damian Bryl (* 10. února 1969, Jarocin) je polský římskokatolický duchovní, bývalý pomocný biskup arcidiecéze Poznaň. a od 25. ledna 2021 biskup diecéze kališské.

## Životopis
Narodil se 10. února 1969 v Jarocinu, jako první syn Jana Bryla a Doroty Zawodnej. Navštěvoval základní školu v Jaraczewu a lyceum v jeho rodné obci, kde roku 1988 maturoval. Po ukončení střední školy vstoupil do Arcibiskupského semináře v Poznani. Vysvěcen na kněze byl 26. května 1994 arcibiskupem Jerzym Strobou.
Po kněžském svěcení působil jako vikář ve farnosti Nejsvětějšího srdce Ježíšova v obci Środa Wielkopolska. Během této doby studoval na Papežské teologické fakultě v Poznani a roku 1995 získal licenciát z teologie. Roku 1996 začal studovat na Navarrské univerzitě.
Po příjezdu ze Španělska byl jmenován duchovním ředitelem seminaristů v arcibiskupském semináři. Tuto funkci zastával 2 roky a poté byl jmenován duchovním otcem semináře. Od roku 2006 do roku 2010 pracoval jako adjunkt Univerzity na teologické fakultě Adama Mickiewicza v Poznani. Dne 20. října 2010 byl jmenován čestným kanovníkem Metropolitní kapituly v Poznani.
Dne 13. července 2013 jej papež František ustanovil pomocným biskupem Poznaně a titulárním biskupem sulianským. Biskupské svěcení přijal 8. září 2013 z rukou arcibiskupa Stanisława Gądeckiho a spolusvětiteli byli arcibiskup Celestino Migliore a biskup Zdzisław Fortuniak.